# Aéroport Betoambari
Pour les articles homonymes, voir BUW.
L'aéroport Betoambari (indonésien : Bandar Udara Betoambari) (code IATA : BUW • code OACI : WAWB), est un aéroport desservant la ville de Bau-Bau, une ville de la province de Sulawesi du Sud-Est sur l'île des Célèbes en Indonésie.

## Installations
L'aéroport, situé à 32 mètres d'altitude, dispose d'une piste unique en bitume de 1 950 mètres sur 45.

## Situation
| Banda Aceh Denpasar Pangkal · Pinang Tanjung · Pandan Djakarta-Soekarno-Hatta Bengkulu Solo Semarang Pangkalan · Bun Palangkaraya Sampit Palu Djakarta-Halim Perdanakusuma Samarinda Malang Surabaya Balikpapan Ende Kupang Komodo Gorontalo Jambi Bandar Lampung Ambon Tarakan Ternate Manado Gunung · Sitoli Medan Wamena Biak Merauke Timika Jayapura Pekanbaru Batam Tanjung · Pinang Bau-Bau Banjarmasin Makassar Palembang Bandung Pontianak Ketapang Bima Lombok Manokwari Sorong Padang Yogyakarta |

## Compagnies aériennes et destinations
| Compagnies                                | Destinations                                 |
| ----------------------------------------- | -------------------------------------------- |
| Garuda Indonesia opéré par Garuda Explore | Kendari-Haluoleo, Makassar-Sultan-Hasanuddin |
| Wings Air                                 | Kendari-Haluoleo, Makassar-Sultan-Hasanuddin |

Édité le 04/02/2018